# Astragalus montis-aquilis
Astragalus montis-aquilis är en ärtväxtart som beskrevs av Aleksandr Alfonsovitj Grossgejm. Astragalus montis-aquilis ingår i släktet vedlar, och familjen ärtväxter. Inga underarter finns listade i Catalogue of Life.